# Navi Mumbai
Navi Mumbai (Marathi: नवी मुंबई, Navī Mumbaī, deutsch: „Neu-Mumbai“; bis 1995 englisch New Bombay) ist eine Stadt im indischen Bundesstaat Maharashtra. 
Sie entstand ab 1971 als planmäßig angelegte Satellitenstadt von Mumbai (ehemals Bombay) im Distrikt Thane. Mit einer Einwohnerzahl von rund 1,1 Millionen (Volkszählung 2011) ist sie die größte moderne Planstadt der Welt.

## Geografie
Navi Mumbai liegt am Ostufer des Thane Creek, eines Mündungsarms des Flusses Ulhas, der die auf einer Insel gelegene Millionenstadt Mumbai vom Festland trennt, auf etwa 19,02 Grad nördlicher Breite und 73,02 Grad östlicher Länge. Das 343,7 Quadratkilometer große Stadtgebiet umfasst 95 ehemalige Dörfer. Es erstreckt sich über fast 40 Kilometer entlang des sumpfigen Ufers des Thane Creek von Dighe im Norden nach Nagaon im Süden. Im Osten begrenzen einige niedrige Ausläufer der Westghats die Stadt. Am Westrand des Höhenzuges erstrecken sich über 10 Kilometer mehrere Steinbrüche, die reichlich Baumaterial liefern. Zwei weitere Flussmündungen, Panvel Creek und Paloje Creek, trennen Navi Mumbai in einen nördlichen und einen südlichen Teil. Erschlossen ist hauptsächlich der Norden, wo sich die wichtigsten Wohn-, Industrie- und Gewerbegebiete befinden. Das Stadtzentrum liegt im Central Business District (CBD) Belapur. Das Stadtgebiet ist in überschaubare nummerierte „Districts“ eingeteilt, die dazu geführt haben, dass auch hier sich bildende Slums nicht zu groß werden und besser als im benachbarten Mumbai kontrollierbar bleiben.

## Geschichte
Im Februar 1959 schlug eine Kommission der Regierung des damaligen Bundesstaats Bombay (heute Maharashtra) vor, eine Straßen- und Eisenbahnbrücke von Bombay (heute Mumbai) über den Thane Creek zu bauen und die Stadt damit an das östliche Festland anzubinden. Damit sollten nicht nur die Verkehrswege der Millionenstadt entlastet werden, sondern auf längere Sicht auch neue Wohn- und Industriegebiete auf dem der eigentlichen Stadt gegenüberliegenden, ländlich geprägten Festland erschlossen werden. In den Jahren 1965 und 1966 wurden konkrete Entwicklungspläne für das zu erschließende Gebiet erarbeitet. 
1970 fiel schließlich der endgültige Entschluss, die auf dem Festland liegenden Dörfer zu einer neuen Gemeinde zusammenzufassen und dezentral zu einer modernen Großstadt namens New Bombay auszubauen. Zu diesem Zweck kaufte die Staatsregierung von Maharashtra im Februar 1970 privaten Boden in 86 Dorfgemeinden am Ostufer des Thane Creek auf. Am 17. März 1970 gründete sie die City and Industrial Development Corporation of Maharashtra Limited (CIDCO), die ein Jahr später mit der Planung und Durchführung des Projektes New Bombay betraut wurde. Von mehreren Knotenpunkten ausgehend sollte New Bombay für eine Bevölkerung von zwei Millionen Menschen ausgebaut werden. 1973 wurde das Stadtgebiet durch die Eingliederung neun weiterer Dörfer auf seine heutige Größe erweitert. 1995 erhielt New Bombay seinen aktuellen Namen Navi Mumbai. 
Während in den ersten zwei Jahrzehnten CIDCO praktisch als alleiniger Träger der städtischen Entwicklung agierte, geben private Investoren der Stadt seit der Liberalisierung der indischen Wirtschaft im Jahre 1991 einen zusätzlichen Wachstumsschub. 
Seit dem 1. Januar 1992 besitzt Navi Mumbai den Status einer Municipal Corporation. 
Die Ergebnisse der alle zehn Jahre stattfindenden Volkszählungen zeigen, dass sich die Einwohnerzahl zwischen 1991 und 2001 von 307.724 auf 703.947 mehr als verdoppelte. 2007 überschritt Navi Mumbais Bevölkerung erstmals die Millionengrenze.

## Wirtschaft
Navi Mumbai ist nicht nur als Wohnstadt, sondern auch als wirtschaftliches Wachstumszentrum konzipiert. Etwa zwei Drittel der berufstätigen Einwohner sind heute in der Stadt selbst beschäftigt. Die wirtschaftliche Erschließung des heutigen Stadtgebietes begann bereits in den späten 1960er-Jahren mit der Ansiedlung chemischer Industrie (Petrochemie, Agrochemikalien, thermoplastische Kunststoffe, Farbstoffe), die heute neben der elektrotechnischen Industrie, dem Maschinenbau, der Herstellung von Arzneimitteln und dem Großhandel eine der wirtschaftlichen Stützen Navi Mumbais darstellt. Die Informationstechnologiezentren International Infotech Park, International Technology Centre, Millennium Business Park und Airoli Knowledge Park gehören zu den größten ihrer Art in Indien. Außerdem befindet sich in Navi Mumbai eine der größten Sonderwirtschaftszonen des Landes.

## Infrastruktur
Navi Mumbai ist nur über zwei Brücken mit Mumbai verbunden. Die Vashi Bridge, die sowohl von Kraftfahrzeugen als auch von der Eisenbahn genutzt wird, wurde 1973 fertiggestellt. 1999 folgte die nur für Kraftfahrzeuge passierbare Airoli Bridge im nördlichen Stadtgebiet. Das Straßennetz ist an den Mumbai Pune Expressway zwischen Mumbai und Pune angeschlossen. Der Pendelverkehr nach Mumbai und Thane wird durch Vorortzüge und Busse bewältigt.
Der  internationale Flughafen Mumbai befindet sich  nördlich von Mumbai. Im Süden von Navi Mumbai liegt der Seehafen Nhava Sheva (Jawaharlal Nehru Port), der zu den größten Überseehäfen Indiens gehört.